# Real Sociedad de Fútbol B
La Real Sociedad de Fútbol B, conosciuta anche come Sanse, è una società calcistica spagnola con sede nella città di San Sebastián, squadra satellite della Real Sociedad. Milita in Primera División RFEF, terza serie del campionato spagnolo di calcio.

## Storia
La società fu fondata nel 1951 con il nome di San Sebastián Club de Fútbol, come squadra satellite della Real Sociedad, una delle squadre classiche della Primera División spagnola. Il San Sebastian C.F., conosciuto popolarmente come el Sanse fu sin dall'inizio la squadra nella quale si facevano le ossa le giovani promesse della Real Sociedad, prima di fare il salto in prima squadra. Per questo la sua principale funzione è sempre stata quella di formare giocatori, più che di ottenere buoni risultati in campionato.
Per le file del Sanse sono passati numerosi giocatori che hanno successivamente trionfato nella Real Sociedad e in altre squadre. Il Sanse ha avuto una grande importanza nella storia della Real Sociedad, perché è stata tradizionalmente una squadra di vivaio che si è nutrita più dei giovani formati nelle sue categorie inferiori che di ingaggi esterni; la Real Sociedad continua a mantenere nel suo organico una maggioranza di giocatori formati nel Sanse.
Per quanto riguarda le categorie nelle quali ha militato, il Sanse arrivò a raggiungere la Segunda División spagnola nel 1960. Nella stagione seguente (1961-62) ottenne la sua migliore classificazione, un 5º posto. Tuttavia, si verificò il paradosso che ad un ottimo campionato della squadra satellite si affiancò un pessimo campionato della Real Sociedad de Fútbol, che scese in quella stessa stagione dalla Prima alla Seconda divisione. La Real trascinò nella sua caduta il Sanse nella Tercera División spagnola, poiché una squadra satellite non può giocare nella stessa categoria della "sorella maggiore". Il gruppo di giocatori che militò nella Segunda división fu lo stesso che cinque anni dopo riuscì a riportare la Real Sociedad in Primera división.
Da allora, il Sanse non è mai più ritornato in Seconda divisione fino alla stagione 2021-2022, passando il resto dei campionati successivi nella Tercera División spagnola o nella Segunda División B spagnola. Nel 1991 e nel 2006 arrivò a disputare i play-off per la promozione alla Segunda división.
Nel 1992 un cambiamento nella normativa obbligò la squadra a cambiare nome e da allora è conosciuta ufficialmente come Real Sociedad de Fútbol B, sebbene a livello popolare continui ad essere chiamata Sanse.

## Stadio
Gioca le sue partite nel campo Z-7 degli impianti sportivi di Zubieta, con una capienza di 2.500 spettatori.
La città sportiva di Zubieta è dove si allenano la Real Sociedad de Fútbol e tutte le sue squadre inferiori. Gli impianti si trovano molto vicino all'Ippodromo di San Sebastián e da qui deriva il soprannome di potrillos ("puledri") dato ai giocatori della Real Sociedad B.

## Dati del club
- Allenatore: Xabi Alonso
- Stagioni in 2ª: 3
- Stagioni in 2ªB: 20
- Stagioni in 3ª: 26
- Debutto in 2ª: 1960-1961
- Miglior posto nella Segunda División: 5º (1961-1962)[1]
- Peggior posto nella Liga: 9º (1960-1961)

## Palmarès

### Competizioni nazionali
- Tercera División spagnola: 4  1959-1960, 1979-1980, 1998-1999, 1999-2000

### Altri piazzamenti
- Segunda División B:

Secondo posto: 2005-2006 (gruppo II)
Terzo posto: 1988-1989 (gruppo II)
Promozione: 2020-2021

## Partecipazioni ai campionati
- 1951-1957: Categorie regionali
- 1957-1960: Tercera División (all'epoca terza serie)
- 1960-1962: Segunda División (seconda serie)
- 1962-1977: Tercera División (all'epoca terza serie)
- 1977-1980: Tercera División (quarta serie)
- 1980-1997: Segunda División B (terza serie)
- 1997-2001: Tercera División (quarta serie)
- 2001-2002: Segunda División B (terza serie)
- 2002-2003: Tercera División (quarta serie)
- 2003-2009: Segunda División B (terza serie)
- 2009-2010 Tercera División (quarta serie)
- 2010-2021 Segunda División B (terza serie)
- 2021- Segunda División (seconda serie)